# Asphondylia gennadii
Asphondylia gennadii är en tvåvingeart som först beskrevs av Élie Marchal 1904.  Asphondylia gennadii ingår i släktet Asphondylia och familjen gallmyggor. Inga underarter finns listade i Catalogue of Life.